# Carteris diffidens
Carteris diffidens là một loài bướm đêm trong họ Noctuidae.